# قلادة فريدريك آيفس
قلادة فريدريك آيفس هي أعلى جائزة تمنحها جمعية البصريات تشجيعاً للتميز العام في مجال علم البصريات.

## نبذة
أنشئت جائزة قلادة فريدريك آيفس عام 1928 على يد هربرت إيفس، والذي سُمّيت الجائزة على اسم والده فريدريك إيفس تكريماً له. كانت جائزة قلادة فريدريك آيفس تُمنح في البداية كل عامين، ولكن منذ عام 1951، أصبحت الجائزة تُمنح بشكلٍ سنويّ.

## الحاصلون على الجائزة
| السنة | الفائز بالجائزة       | سبب الفوز بالجائزة |
| ----- | --------------------- | --- |
| 1929  | إدوارد نيكولز         | لإسهاماته البارزة في علم البصريات. |
| 1931  | ثيودور لايمان         | لإسهاماته البارزة في علم البصريات. |
| 1933  | روبرت و. وود          | لإسهاماته البارزة في علم البصريات. |
| 1935  | جورج إ. هيل           | لإسهاماته البارزة في علم البصريات. |
| 1937  | هربرت إ. إيفس         | لإسهاماته البارزة في علم البصريات. |
| 1939  | أوغوست هـ. بفوند      | لإسهاماته البارزة في علم البصريات. |
| 1941  | سيليج هيشت            | لإسهاماته البارزة في علم البصريات. |
| 1943  | لويد أ. جونز          | لإسهاماته البارزة في علم البصريات. |
| 1945  | ويليام و. كوبنتس      | لإسهاماته البارزة في علم البصريات. |
| 1947  | ويليام ف. ميغرز       | لإسهاماته البارزة في علم البصريات. |
| 1949  | جورج ر. هاريسون       | لإسهاماته البارزة في علم البصريات. |
| 1951  | براين أوبرين          | لإسهاماته البارزة في علم البصريات. |
| 1952  | إرا س. باون           | لإسهاماته البارزة في علم البصريات. |
| 1953  | هاريسون م. راندال     | لإسهاماته البارزة في علم البصريات. |
| 1954  | إيفرنغ ك. غاردنر      | لإسهاماته البارزة في علم البصريات. |
| 1955  | إدوارد أولسون هولبورت | لإسهاماته البارزة في علم البصريات. |
| 1956  | جون دونوفان سترونغ    | لإسهاماته البارزة في علم البصريات. |
| 1957  | آرثر ك. هاردي         | لإسهاماته البارزة في علم البصريات. |
| 1958  | دين ب. جود            | لإسهاماته البارزة في علم البصريات. |
| 1959  | و. إ. نولز ميدلتون    | لإسهاماته البارزة في علم البصريات. |
| 1960  | ريتشارد توسى          | لإسهاماته البارزة في علم البصريات. |
| 1961  | سايبرت ك. دونتلي      | لإسهاماته البارزة في علم البصريات. |
| 1962  | ماكس هيرتسبيرغر       | لإسهاماته البارزة في علم البصريات. |
| 1963  | رالف أ. سوير          | لإسهاماته البارزة في علم البصريا. |
| 1964  | غيرهارد هيرزبرج       | لإسهاماته البارزة في علم البصريات. |
| 1965  | جيمس ج. بيكر          | لإسهاماته البارزة في علم البصريات. |
| 1966  | جورج والد             | لإسهاماته البارزة في علم البصريات. |
| 1967  | إدوين هـ. لاند        | لإسهاماته البارزة في علم البصريات. |
| 1968  | إدوارد أ. كوندون      | لإسهاماته البارزة في علم البصريات. |
| 1969  | ديفيد هـ. رانك        | لإسهاماته البارزة في علم البصريات. |
| 1970  | روبرت إ. هوبكنز       | لإسهاماته البارزة في علم البصريات. |
| 1971  | أ. فرانسيس تورنر      | لإسهاماته البارزة في علم البصريات. |
| 1972  | ر. كلارك جونز         | لإسهاماته البارزة في علم البصريات. |
| 1973  | رودولف كينغزليك       | لإسهاماته البارزة في علم البصريات. |
| 1974  | ديفيد ماكأدام         | لإسهاماته البارزة في علم البصريات. |
| 1975  | علي جافان             | لإسهاماته البارزة في علم البصريات. |
| 1976  | أرثر ل. شاولو         | تقديراً لدوره الرائد في اختراع الليزر، وإسهاماته المستمرة في صقل المصادر البصرية المتماسكة، ورؤيته الإنتاجية في تطبيقات علم البصريات في العلوم والتقنيات المختلفة، وخدمته المتميزة في تعليم البصريات وبناء مجتمع البصريات، ومساهماته المبتكرة في الفهم العام للعلوم البصرية.                                             |
| 1977  | إميل وولف             | لإسهاماته العديدة في فهمنا للنظرية الكهرومغناطيسية والبصريات الفيزيائية، وخاصّة تفسيره للحيود ولنظرية التماسك الجزئي، ولإسهاماته في الأدبيات التعليمية كمؤلف ومحرر. |
| 1978  | هارولد هـ. هوبكنز     | تقديراً لمساهماته العديدة الفريدة في مجال البصريات، والتي من بينها تأسيسه لنظرية الانحراف، والتصميم البصري، وتقييم الصور، ونظرية التماسك، وقياس التداخل، والألياف البصرية. |
| 1979  | نيكولاس بلومبرغن      | تقديراً لإنجازاته في تأسيس الإطار النظري للبصريات اللاخطية، ومساهماته المبتكرة المستمرة في استكشاف جميع الجوانب في مجال الظواهر البصرية غير الخطية، ونجاحاته في دور المعلم ومفسر العلوم. |
| 1980  | إيدن ماينيل           | لمساهماته في مجال الطاقة الشمسية الحرارية، وتحليل مبادئ التلسكوبات المستقلة والمجمعة بشكل متماسك، ولعمله القيادي في العديد من مراكز البحوث البصرية والفلكية الرئيسية. |
| 1981  | جورج هـ. هاس          | تقديراً لمساهماته في فهم بنية وسلوك الأغشية الرقيقة المتبخرة وتطبيق هذه الأغشية على الطلاءات العاكسة والمضادة للانعكاس لكل من المناطق الطيفية المرئية والأشعة فوق البنفسجية. |
| 1982  | لورين أ. ريغز         | تقديراً لحياة الريادة في دراسات الفيزيولوجيا الكهربية والفيزيائية والفيزيائية ودراسات أخرى للعملية البصرية ؛ سنوات خدمته العامة في مجال الرؤية، وعبقريته في إلهام أجيال من الطلاب لخلق حياتهم المهنية المتميزة في الرؤية.                                                                                                |
| 1983  | بوريس ب. ستويشيف      | لإسهاماته في مطيافية رامان عالية الدقة والبصريات اللاخطية وتطبيقات البصريات اللاخطية في التحليل الطيفي الذري والجزيئي. |
| 1984  | هيرفيج كوغيلنيك       | لمساهماته الرائدة في التصوير الهولوغرافي والليزر والبصريات المتكاملة. |
| 1985  | إيميتي ن. لايث        | للمساهمات في التصوير المجسم الحديث ومعالجة المعلومات والكهرومغناطيسية. |
| 1986  | إيمنون ياريف          | لمساهماته العديدة الرائدة في مجال الليزر والإلكترونيات الضوئية والبصريات المترافقة. |
| 1987  | أنتوني ن. سيغمان      | لمساهماته في مجال الإلكترونيات الكمومية، وعلى وجه الخصوص البحث عن الرنانات غير المستقرة والليزر المغلق، بالإضافة إلى إسهاماته في تعليم جيل من علماء البصريات. |
| 1988  | أنتوني ج. دي ماريا    | لمساهماته البارزة في مجال البصريات والإلكترونيات الكمومية، ولا سيما العرض الأول لنبضات البيكو ثانية الضوئية باستخدام ليزر الوضع المغلق، وإسهاماته الرائدة في تطبيق الليزر في مختلف مجالات الصناعة والبحث العلمي. |
| 1989  | ك. كومار ن. باتل      | تقديراً لمسيرته المهنية اللامعة في علوم البصريات والمواد، وخدماته المثالية في الإدارة العلمية. |
| 1990  | جوزيف و. غودمان       | لمساهماته الفنية البارزة في مجال البصريات المتماسكة ومساهماته المستمرة والمتواصلة في تعليم البصريات الحديثة والتواصل العلمي. |
| 1991  | جون لـ. هال           | تقديراً لمساهماته البارزة في تثبيت تردد الليزر ولابتكاراته في التحليل الطيفي بالليزر عالي الدقة والاختبارات عالية الدقة للقوانين الفيزيائية الأساسية. |
| 1992  | روبرت و. تيرهون       | تقديراً لمساهماته العديدة الرائدة في مجال البصريات اللاخطية، بالإضافة إلى دوره الفعال والمتميز في مجتمع البصريات. |
| 1993  | ليونارد ماندل         | تقديراً لمساهماته في نظرية التماسك والفهم الأساسي لميكانيكا الكم وطبيعة الفوتون. |
| 1994  | هيرمان أ. هاوز        | لمساهمته الأساسية والأساسية في فهم ضوضاء الكم في الأنظمة البصرية ولتفانيه طوال حياته في تعليم العلوم والهندسة. |
| 1995  | روبرت م. بوينتون      | لإسهاماته الرائدة في فهمنا للرؤية البشرية للالوان، ولأعماله البارزة في حقل التدريس، وخدماته في مجتمع البصريات. |
| 1996  | تشارلز هـ. تاونز      | الرئيسية في مجال البصريات، والتي استمرت على مدار خمسة عقود، ومن بينها البحث والتعليم والإدارة، ولكن بشكل خاص لإبداعه الملهم في الفيزياء البصرية، من الإلكترونيات الكمومية إلى علم الفلك بالأشعة تحت الحمراء المحمولة جواً.                                                                                               |
| 1997  | تينغي لي              | لإسهاماته البارزة في علوم وتكنولوجيا الموجات الضوئية بدءًا من الدراسات الأساسية للأنماط في مرنانات الليزر إلى التطبيقات الرائعة لأنظمة الاتصالات الضوئية المتقدمة. |
| 1998  | أرثر أشكين            | لعمله الرائد في معالجة الجسيمات بالضوء، والذي يتضمّن اختراعه لمصيدة الملاقط البصرية، ودراساته لقوى الإشعاع على الذرات، ولإسهاماته الهامة في البصريات غير الخطية. |
| 1999  | ستيفن إ. هاريس        | لعمله الرائد الذي يتعلق بالبصريات اللاخطية وأشعة الليزر إكس فوق البنفسجية، والتحليل الطيفي بالليزر من الشفافية والليزرة المستحثة كهرومغناطيسيًا دون انعكاس إلى البصريات غير الخطية بأقصى قدر من الترابط. |
| 2000  | ألكسندر بروخوروف      | لمساهماته المتميزة ودوره الضخم على مدى 45 عامًا في إنشاء وتطوير الإلكترونيات الكمومية. |
| 2001  | نيك هولونياك الابن    | لعمله الرائد في مجال أشعة الليزر وأشباه الموصلات ومصابيح الليد. |
| 2002  | جيمس ب. جوردون        | لإسهاماته البارزة وأعماله التي تتعلق بالرؤى الأساسية في مجال الإلكترونيات الكمومية، والتي تتضمّن بناء أول مازر، ومفهوم رنانات الليزر متحد البؤر، والسولتونات الضوئية، والتأثيرات الكمومية في أنظمة الاتصالات. |
| 2003  | هربرت والثر           | لمساهماته الرائدة في البصريات الكمومية، والتي تتضمّن تطويره الميكروميزر، وإثبات تبلور وينغر للأيونات المبردة بالليزر. |
| 2004  | ديفيد ج. واينلاند     | لتطويره لهندسة الكم بمعالجة بالليزر على مستوى الذرة المفردة، وتطبيق هذه الأساليب على أنظمة منطق الكم ومعايير التردد الذري والاختبارات الأساسية لميكانيكا الكم. |
| 2005  | ثيودور و. هينش        | لمساهماته البارزة ولدوره الرئيسي في تطوير العلوم البصرية والفيزياء الذرية، والتي تتضمن تطويره للليزر الصبغي ضيق النطاق، ومطيافية الليزر الخالية من دوبلر، والتبريد بالليزر للغازات الذرية، والتحليل الطيفي الدقيق للهيدروجين الذري، وقياس التردد مع الأمشاط الضوئية، واستخدام فيزياء الذرات الباردة في المشابك البصرية. |
| 2006  | إيريش ب. إيبن         | لإرسائه لأسس العلوم والهندسة فائقة السرعة وتوفير الرؤية والقيادة المستدامة لمجتمع البصريات. |
| 2007  | ديفيد كليبنر          | لابتكاراته المستدامة، ولاكتشافه لتفاعل الإشعاع مع الذرات، ولخدماته وأنشطته التعليمية العامة. |
| 2008  | بيتر ل. نايت          | لمساهماته البارزة في علمالبصريات من خلال أبحاثه الرائد في البصريات الكمومية، وتحليه بمزيج فريد من المهارات التعليمية والتنظيمية والقيادية. |
| 2009  | روبرت ل. بير          | لمساهماته الرائدة في العلوم البصرية، واتطويره التجاري للتقنيات البصرية، ولأنشطته القيادية واسعة النطاق داخل مجتمع البصريات. |
| 2010  | جوزيف هـ. إيبارلي     | لمساهماته البحثية الهامة في مجال البصريات الكمومية والفيزياء البصرية، ولقيادته كمدرس ومعلم، ولخدمته الدؤوبة والمتبصرة لمجتمع البصريات. |
| 2011  | إيفان بول كامينوف     | لإسهاماته الرائدة في مجال البحث حول المُعدِّلات عالية السرعة، وأشعة الليزر لدليل موجة ريدج، والشبكات الضوئية متعددة الإرسال بطول الموجة وتقسيمها، والتي كان لكل منها تأثيراً عميقاً على أنظمة الاتصالات الحديثة. |
| 2012  | مارلان أ. سكاللي      | لإسهاماته الرائدة وأبحاثه على مدار حياته في جميع جوانب البصريات الكمومية، والتي تتضمن نظرية الكم لليزر وتأثيرات التماسك الكمي والديناميكا الحرارية الكمومية وأسس ميكانيكا الكم. |
| 2013  | آلان أسبكت            | لأبحاثه الرائدة التي تتعلق بدراسة الفوتونات والذرات، ولإلقائه الضوء على أكثر الظواهر الكمومية إثارة للاهتمام، والتي أدت إلى تطوير مجال جديد للمعلومات الكمومية. |
| 2014  | راؤول ب. كوركوم       | لمساهماته البارزة في تأسيس مجالات علم الأتوثانية، والتحليل الطيفي عالي التوافقية والبصريات الجزيئية. |
| 2015  | جيمس ج. فوجيموتو      | لريادته في مجال التصوير المقطعي التماسك البصري، ولتطوير استخدام هذا المجال في التطبيقات الطبية واسعة النطاق والتأثير التجاري الكبير. |
| 2016  | جيرارد مورو           | لمساهماته الرائدة في تطوير علوم الليزر فائقة السرعة وعالية الكثافة، وللقيادة المتميزة للمجتمعات الدولية والتجارية المتأثرة بهذه التقنيات. |
| 2017  | مارغريت مورنين        | لمساهماتها الرائدة والمستمرة في العلوم فائقة السرعة بدءاً من ليزر الفيمتو، وموروراً بالجيل التوافقي العالي للأشعة السينية، ووصولاً إلى دراسات الأتوثانية للذرات والجزيئات والأسطح. |
| 2018  | رود ك. ألفرنس         | لمساهماته الأساسية وأعماله القيادية في تطوير البصريات المتكاملة، والتعديل البصري عالي السرعة والتبديل، والشبكات القابلة للتكوين التي كان لها تأثير اقتصادي ومجتمعي كبير. |
| 2019  | إلي يابلونوفيتش       | لمساهماته المتنوعة عميقة الأثر في العلوم البصرية، والتي تتضمّن أبحاثه حول البلورات الضوئية، وأشعة الليزر المتوترة، وفيزياء الخلايا الشمسية الجديدة التي حطمت الرقم القياسي. |
| 2020  | أورسولا كيلر          | لمساهماتها الأساسية في تكنولوجيا الليزر فائق السرعة، وفي تطوير مذبذبات الطاقة ذات الذروة العالية والمتوسطة ولأبحاثها المهمة في علم الأتوثانية. |
| 2021  | فيديريكو كاباسو       | للمساهمات الأساسية والواسعة النطاق في الفيزياء الضوئية والإلكترونيات الكمومية وضوئيات النانو. |